# Бородешти (Васлуј)
Бородешти (рум. Borodești) насеље је у Румунији у округу Васлуј у општини Покидија. Oпштина се налази на надморској висини од 107 m.

## Становништво
Према подацима из 2002. године у насељу је живело 310 становника, од којих су сви румунске националности.